# Tour of Fuzhou 2016
Die 5. Tour of Fuzhou 2016 war ein chinesisches Straßenradrennen. Das Etappenrennen fand vom 16. bis zum 20. November 2016 statt. Es gehörte zur UCI Asia Tour 2017 und war dort in der Kategorie 2.1 eingestuft.

## Wertungstrikots
| Etappe         | Etappensieger  | Gesamtwertung | Punktewertung | Bester Asiate | Bergwertung |
| -------------- | -------------- | ------------- | ------------- | ------------- | ----------- |
| 1              | Rahim Ememi    | Rahim Ememi   | Rahim Ememi   | Rahim Ememi   | Rahim Ememi |
| 2              | Ok Cheol Kim   | Rahim Ememi   | Ok Cheol Kim  | Rahim Ememi   | Rahim Ememi |
| 3              | Jingbiao Zhao  | Rahim Ememi   | Ok Cheol Kim  | Rahim Ememi   | Rahim Ememi |
| 4              | Rahim Ememi    | Rahim Ememi   | Rahim Ememi   | Rahim Ememi   | Rahim Ememi |
| 5              | Lucas Eamon    | Rahim Ememi   | Rahim Ememi   | Rahim Ememi   | Rahim Ememi |
| Wertungssieger | Wertungssieger | Rahim Ememi   | Rahim Ememi   | Rahim Ememi   | Rahim Ememi |